# 51 Leonis Minoris
51 Leonis Minoris är en gul stjärna i Lilla lejonets stjärnbild.
51 Leonis Minoris har visuell magnitud +7,60 och kräver fältkikare för att kunna observeras. Den befinner sig på ett avstånd av ungefär 180 ljusår.